# 埃丁·哲科
埃丁·哲科（發音：[ědin dʒêːko]；1986年3月17日—）是一位波斯尼亞和黑塞哥維那職業足球員，司職前鋒，現時效力於意甲球會費倫天拿，同時他也代表波黑國家隊上陣。在波斯尼亞和黑塞哥維那，他被稱作是Bosanski dijamant，意為的鑽石。

## 球會

### 早期
哲科的職業生涯開始於塞拉耶佛的澤列茲尼察足球俱樂部，在2003年至2005年司職中場，但成就不高。他被認為身高過高，技巧貧乏。不過當時的教練Jiří Plíšek看出哲科的潛力，於是在回到母國捷克時奉勸當地的特普里斯簽下哲科。特普里斯於是以25000歐元買下他。
2005年他被租借到另一捷克的足球俱樂部Ústí nad Labem，在那裏他於15場比賽中共進了6球。同年稍晚，他返回了原俱樂部特普里斯，一直待到2007年為止。經過30場比賽進了13球後，哲科是捷克足球甲級聯賽2006-2007賽季的射手榜第一名。有鑑於他優異的表現，禾夫斯堡的教練菲利克斯·馬加特以四百萬歐元的價格將他簽下。

### 禾夫斯堡
轉會之後，哲科開始嶄露頭角，在11場比賽之中，總計進球數5球，助攻3次。在他的第一個德甲賽季，禾夫斯堡拿下了積分榜第五名。在2007-2008賽季，哲科總共出賽了17場，貢獻了8個進球和7次助攻。
隨後，禾夫斯堡在2008年又簽下了一名波黑球員米西莫維奇，哲科的表現又更上一層樓，禾夫斯堡拿下了俱樂部史上第一座德甲冠軍。在2009年5月對TSG1899賀芬咸一戰，哲科完成了一次帽子戲法，兩周後對戰汉诺威時，哲科又二度帽子戲法。賽季截止時，他總計在32場比賽中射入26球和10次助攻，他的進球數僅次於同為隊友的格拉菲特（28球）。哲科與格拉菲特兩人被認為是德甲歷史上最成功的前鋒搭檔。
在德國足協盃方面，哲科在兩場比賽中進了6球。在歐足協歐洲聯賽中，他則是出賽8場，貢獻4球和2次助攻。他出類拔萃的表現使他被選為德甲2008-2009賽季年度最佳球員。縱然AC米蘭向他表示出高度的關注，哲科仍選擇留在俱樂部，並且續約至2013年6月。
在2009年9月30日，哲科首次在歐洲冠軍聯賽入球，但球隊最終仍2-1不敵曼聯。他在2009年金球獎受到提名，並在德甲2009-2010賽季是射手榜第一名。
2010年8月28日，哲科成為俱樂部歷史上進球最多的球員，總計為俱樂部出賽96場，進球數59球，超越先前由迭戈·克利莫維奇所創下的紀錄（149場比賽57個進球）。

### 曼城
2011年1月8日，曼城官方正式宣佈簽約禾夫斯堡前鋒哲科，合同簽至2015年6月，據英媒估計，哲科轉會費約2700萬磅，約合3250萬歐元。哲科在2010-2011賽季英格蘭足球超級聯賽第23輪曼城主場對狼隊的比賽中完成了自己在英超的首次亮相，並為球隊貢獻一次助攻。並在2010-2011賽季英格蘭足球超級聯賽第34輪客場對布萊克本的比賽中打進自己的英超處子球，幫助球隊取得勝利。
2011/12賽季，他，阿奎羅和巴洛特利儼然成為曼城鋒線上的三叉戟，賽季前半段，擁有三叉戟的曼城牢牢佔據英超積分榜榜首的位置。2011年8月28日對熱刺比賽中，哲科上演大四喜幫助曼城5-1大勝對手；在曼城6-1屠殺曼聯的同城德比中，最後20分鐘替補上場的哲科梅開二度並有一次助攻，這是怎樣的高效。這個賽季，他在各項賽事為俱樂部貢獻15球和6個助攻。這裡，不得不提他在聯賽最後一輪對陣女王公園巡遊者的那粒進球，正是他在第91分鐘接大衛·席爾瓦角球的頭球破門吹響球隊絕地大反擊號角，這才會有阿奎羅的絕殺幫助藍月亮首奪英超冠軍。
2012/13賽季，英超賽程如火如荼的進行，而球迷更加關注的是曼市雙雄誰將是這個賽季的霸主，誰將捧得最後的王冠。藍月亮曼城與紅魔曼聯在積分榜上火拚，切爾西緊跟其後。而曼城能夠緊跟曼聯其後，遠甩車子切爾西。哲科替補幾次幫助球隊取勝，替補進球王被一時傳為佳話。在2012年8月19日曼城主場對戰南安普敦，哲科替補上場獻上絕殺，幫助球隊以3：2取勝。在2012年9月29日曼城客場戰富勒姆，哲科再次獻上絕殺，幫助球隊以2：1取得勝利。在2012年11月11日，阿提哈德球場迎戰熱刺，這場精彩的對決賽，牽起了4萬多球迷的心，而神勇的哲科在替補上場再次為球隊鎖定勝局。曼城主場2：1戰勝熱刺。這個賽季，哲科是曼城的寵兒，曼奇尼握著這張神牌，對問鼎冠軍信誓旦旦。

### 羅馬
2015年8月7日，羅馬官方宣佈，租借曼城前鋒哲科直至2016年6月30日，費用為400萬歐元。羅馬同時擁有在16-17賽季買下哲科的優先權，在滿足一些條件的情況下該優先權會轉變為強制買斷，費用為1100萬歐元。
2015年10月1日，羅馬官方宣佈，哲科正式永久轉會至羅馬，正式成為羅馬球員。
2015-16赛季，哲科代表罗马在意大利足球甲级联赛中出场31次，打入8球，助攻5次；在意大利杯中出场1次；在欧洲冠军联赛中出场7次，打入2球，助攻1次。

### 国际米兰
2021年8月14日，哲科加盟意甲俱乐部国际米兰。两个赛季后，哲科离开了俱乐部，在此期间，他赢得了四座奖杯，在各项赛事中打进31球，助攻15次。

## 榮譽

### 俱樂部
禾夫斯堡
- 德國甲組聯賽冠軍：2008-09

曼城
- 英超冠軍: 2011-2012，2013-14[4]
- 英格蘭足總盃冠軍：2011
- 英格蘭聯賽盃: 2013–14[5]
- 英格蘭社區盾：2012[6]

國際米蘭
- 義大利盃冠軍：2021-22、2022-23
- 意大利超級盃冠軍：2021，2022

### 個人
- 波士尼亞年度最佳球員：2009年，2010年
- 德國甲組聯賽年度最佳球員：2008-2009賽季
- 德國甲組聯賽神射手：2009-2010賽季

## 外部連結
- Soccerway資料庫：埃丁·哲科